# Calathea nigricans
Calathea nigricans är en strimbladsväxtart som beskrevs av François Gagnepain. Calathea nigricans ingår i släktet Calathea och familjen strimbladsväxter. Inga underarter finns listade.